# Äthiopischer Ritus
Der äthiopische Ritus ist die in Äthiopien und Eritrea gepflegte Variante des Alexandrinischen Ritus. Liturgiesprache ist Altäthiopisch, Eigenbezeichnung Ge'ez, weshalb der Ritus auch Ge'ez-Ritus genannt wird. Er wird in den orientalisch-orthodoxen und katholischen Ostkirchen Äthiopiens und Eritreas verwendet: Äthiopisch-Orthodoxe Tewahedo-Kirche, Eritreisch-Orthodoxe Tewahedo-Kirche, Äthiopisch-Katholische Kirche und Eritreisch-Katholische Kirche.

## Liturgiegeschichte
Ihre Wurzeln hat die Liturgie Äthiopiens im spätantiken Christentum des Aksumitischen Reichs. In seinem gegenwärtigen Entwicklungsstand ist der Äthiopische Ritus hinsichtlich von Ordnung und Texten eine jüngere Variante des Alexandrinischen Ritus, von dem sich ebenfalls der Koptische Ritus ableitet. Er hat freilich im Lande einiges an äthiopischem „Heimatgut“ aufgenommen hat. Offen ist, in welchem Umfang es sich dabei um altchristliches Material handelt, das bald nach der Missionierung Aksums im 4. Jahrhundert ins Land kam, und inwieweit erst um mittelalterliche Übersetzungen über das Arabische oder zeitnahe lokale Schöpfungen. Für manche Gottesdienste besteht eine doppelte Ordnung, eine einheimische und eine importierte. Die äthiopischen Originaltexte der Liturgie sind selten älter als aus dem 14./15. Jahrhundert.

## Sakramentliche Feiern

### Eucharistie
Die heutige Ordnung der äthiopischen Eucharistie- oder Messfeier entspricht einer entkernten koptischen Basilius-Liturgie. An die Stelle der Basilius-Anaphora ist im Regelfall die „Anaphora der Apostel“ eingefügt. Dabei handelt es sich um eine redigierte Fassung des Eucharistischen Hochgebetes der Traditio Apostolica. Als Austauschformulare sind zahlreiche weitere Anaphoren in Gebrauch, zu einem Teil importierte altkirchliche Texte, zum anderen äthiopische Originalkompositionen aus der Zeit unseres Mittelalters. Dazu gehören die eigentümlichen Marien-Anaphoren sowie die Chrysostomos-Anaphora (nicht identisch mit der byzantinischen Liturgie gleichen Namens).
Texte:
- The Liturgy of the Ethiopian Church. Translated by Marcos Daoud, revised by Marsie Hazen. Addis Abeba: Berhanena Selam Pr. 1954 A. Mis. (Nachdruck 2005 durch den Verlag Kegan Paul, London, ISBN 978-0-7103-1154-2). Nachdruck aus Jamaica auch im Internet zugänglich (PDF-Datei; 976 kB).
- Alfons Maria Mitnacht: Die Messliturgie der Katholiken des Äthiopischen Ritus. Würzburg 1960.
- Ras Tafari: Liturgy Book of Ethiopian Orthodox Tewahedo Church. Preparatory Service, Anaphora of the Apostles and Anaphora of St. Dioscorus in Ge'ez, Amharic, English and English Phonetic Transcription. Los Angeles 2012, ISBN 978-1-50071916-6.

Studien:
- S. B. Mercer: The Ethiopic Liturgy: its Sources, Development, and Present Form. AMS Press, New York 1970 (= 1915) (unzuverlässig und überdies veraltet). Originalausgabe von 1915 im Internet
- Hugo Duensing: Rezension von S. A. B. Mercer. In: Göttinger gelehrte Anzeigen 178 (1916) 625-656 (grundlegend).
- Ernst Hammerschmidt: Studies in the Ethiopic Anaphoras. Second revised edition (Äthiopistische Forschungen 25), Stuttgart 1987.
- Verena Böll: ,Unsere Herrin Maria‘. Die traditionelle äthiopische Exegese der Marienanaphora des Cyriacus von Behnesa. (Äthiopistische Forschungen 48), Wiesbaden 1998.
- Getatchew Haile: Religious Controversies and the Growth of Ethiopic Literature in the Fourteenth and Fifteenth Centuries. In: Oriens Christianus 65 (1981) 102-136 (zur einheimischen Anaphorenproduktion).
- Maija Priess: Die äthiopische Chrysostomos-Anaphora. Harrassowitz, Wiesbaden 2006, ISBN 3-447-05428-X.
- Habtemichael Kidane: Does the Ethiopian Pre-Anaphora maintain the Egyptian Preparatory Service? Towards a study of the Sərə'atä Qəddase. In: Daniel Assefa – Hiruy Abdu (ed.): Proceedings of the First International Conference on Ethiopian Texts. CFRRC Press, Addis Ababa 2016, 75–112.

### Krankensalbung
Die äthiopische Kirche kennt zwei verschiedene liturgische Ordnungen für die Krankensalbung:
- das Maṣḥhafa Bārey („Buch der Perle“), in Äthiopien entstanden im 7. oder 8. Regierungsjahr des Kaisers Zarʼa Yāʿqob (1441/42 oder 1442/43).
- das Maṣḥafa Qandil („Buch des Leuchters“), eine jüngere Ge'ez-Übersetzung des entsprechenden Rituales der koptischen Liturgie, aus dem Arabischen erstellt unter König Galãwdēwos (1540–1559). Deutsche Version: A. Gladel: Übersetzung des Buches des Leuchters, d. i. der Gebete bei der Spendung der letzten Ölung nach äthiopischem Ritus. In: Theologisch-Praktische Quartalschrift 77 (1924) 650-665.

### Bußsakrament
Die Liturgie zur kirchlichen Versöhnung (Rekonziliation) schwer schuldig gewordener Christen, z. B. nach Apostasie und Ehebruch, findet sich im Maṣḥafa Qēdar, das auf eine koptisch-arabische Vorlage, den „Ritus des Beckens“ (Tartib amal al-qidr), zurückgeht.
- Gebre Māryām Emān: Il rito del Sacramento della Penitenza nella Chiesa etiopica. Diss. Roma: Pont. Ist. Orientale 1964 (ungedruckt).
- Roger Cowley: Rez. Getatchew Haile, A Catalogue of Ethiopian Manuscripts ... Vol. VIII. In: Journal of Semitic Studies 32 (1987) 372-374 (Analyse).
- Daniel Assefa: Art. Qedär. In: Encyclopaedia Aethiopica 4 (2010) 270a-271a.

### Begräbnisfeier
Maṣḥafa Genzat
- Friedrich Erich Dobberahn: Der äthiopische Begräbnisritus. In: H. Becker – H. Ühlein (Hrsg.): Liturgie im Angesicht des Todes. Judentum und Ostkirchen. EOS, St Ottilien 1997. Bd. 1, 137-316. 657-683 (Ausgabe des äthiopischen Textes mit Kommentar), Bd. 2, 859-1036 (deutsche Übersetzung mit Erläuterungen).
- Getatchew Haile: The Mashafa Genzat as a Historical Source Regarding the Theology of the Ethiopian Orthodox Church. In: Scrinium 1 (St. Petersburg 2005) 58-76.

## Feier der Stunden (Tagzeiten)
- Habtemichael-Kidane: L'ufficio divino della Chiesa etiopica. Studio storico-critico con particolare riferimento alle ore cattedrali. Pontificio Istituto Orientale, Rom 1998, ISBN 88-7210-320-7 (Orientalia Christiana Analecta 257), (zugleich: Rom, Pontificio Istituto Orientale, Diss., 1990).
- Osvaldo Raineri: Il libro della luce di Giyorgis di Saglā. In: Orientalia Christiana Periodica 80 (2014) 87-141 (Horologion äthiopischer Redaktion).

## Feste und Festzeiten
- Emmanuel Fritsch: The Liturgical Year of the Ethiopian Church. The Temporal: Seasons and Sundays (= Ethiopian Review of Cultures. Special Issue 9-10). Addis Ababa 2001.
- Carl von Arnhard: Liturgie zum Tauf-Fest der äthiopischen Kirche. Diss. München 1886.
- Carl von Arnhard: Die Wasserweihe nach dem Ritus der äthiopischen Kirche. In: Zeitschrift der Deutschen Morgenländischen Gesellschaft 41, 3 (1887) 403-414.

Das Synaxarium Aethiopicum (vergleichbar dem abendländischen Martyrologium) wurde um 1400 aus einer ägyptischen Vorlage übersetzt und in Äthiopien verschiedentlich mit Sondergut angereichert.
- H. Duensing: Liefert das äthiopische Synaxar Materialien zur Geschichte Abessiniens? Diss. Göttingen 1900.
- Gérard Colin: Le synaxaire éthiopien. État actuel de la question. In: Analecta Bollandiana 106 (1988) 273-317.
- Gérard Colin: L’édition indigène du synaxaire éthiopien. In: Analecta Bollandiana 119 (2001) 48-58.